# Stracena barnsi
Stracena barnsi är en fjärilsart som beskrevs av Collenette 1930. Stracena barnsi ingår i släktet Stracena och familjen tofsspinnare. Inga underarter finns listade i Catalogue of Life.